# Balloniscus glaber
Balloniscus glaber is een pissebed uit de familie Balloniscidae. De wetenschappelijke naam van de soort is voor het eerst geldig gepubliceerd in 1995 door Araujo & Zaido.